# 디지털 사진 인쇄 포맷
디지털 사진 인쇄 포맷(DPOF, Digital Print Order Format)는 디지털 카메라나 휴대폰, PDA와 같은 기타 장치 사용자가 메모리 카드에 캡처된 이미지를 인쇄할 매수 정보 및 기타 정보(예: 용지 크기, 이미지 제목 텍스트, 이미지 방향, 연락처 정보 등과 같은 기타 이미지 정보)와 함께 정의할 수 있는 형식이다.
DPOF는 일반적으로 저장소 카드의 특수 디렉토리에 있는 텍스트 파일 세트로 구성된다. 이 옵션은 사진기의 메뉴 모드 중 하나를 통해 액세스할 수 있다. 그런 다음 저장 카드를 인쇄소로 가져가거나 집에서 호환되는 데스크톱 프린터를 통해 출력할 수 있다.
DPOF는 캐논, 코닥, 후지필름, 마츠시타전기를 포함한 프린터 및 카메라 제조업체 컨소시엄에 의해 개발되었다. 원래 1998년 10월에 출시된 이 사양은 2000년 7월 17일에 버전 1.10으로 업데이트되었다.
현재 버전에는 다음과 같은 기능이 추가되었다.
- 한 시트에 여러 이미지 인쇄(밀착 시트)
- 인쇄 크기 지정
- 팩스 및 인터넷 전송을 통해 이미지 전송
- 자동 재생 기능을 통해 슬라이드 쇼를 지원한다.

## 같이 보기
- PictBridge